# Altenhof (Szlezwik-Holsztyn)
Altenhof (dolnoniem. – Oldenhave) – gmina w Niemczech, w kraju związkowym Szlezwik-Holsztyn, w powiecie Rendsburg-Eckernförde, wchodzi w skład urzędu Schlei-Ostsee.

## Współpraca
- Altenhof – dzielnica gminy Schorfheide, Brandenburgia[1]

## Bibliografia

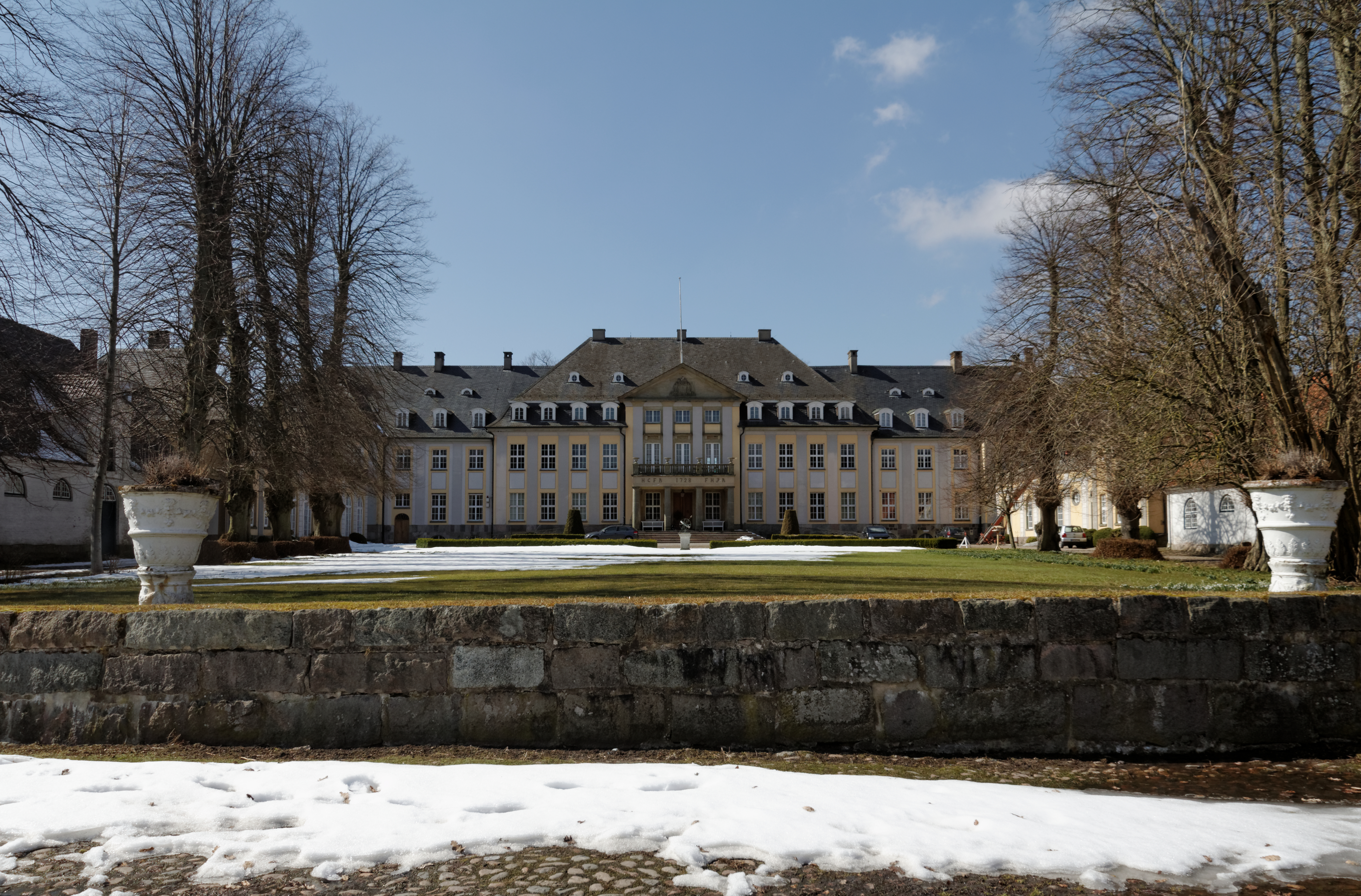
Gut Altenhof